# Kazimierz Krieger
Kazimierz Bronisław Krieger (ur. 17 września 1893, zm. po roku 1935) – major administracji Wojska Polskiego, kawaler Orderu Virtuti Militari.

## Życiorys
W czasie I wojny światowej walczył w szeregach Legionów Polskich. 16 lutego 1915 roku, jako sekcyjny 13. kompanii 2 Pułku Piechoty został ranny w bitwie pod Sołotwiną. Następnie służył w 4 Pułku Piechoty.
1 czerwca 1921 roku pełnił służbę w 4 Pułku Piechoty Legionów. 3 maja 1922 roku został zweryfikowany w stopniu porucznika ze starszeństwem z 1 czerwca 1919 roku i 580. lokatą w korpusie oficerów piechoty, a jego oddziałem macierzystym był nadal 4 Pułk Piechoty Legionów w Kielcach. 18 maja 1923 roku Prezydent RP zatwierdził go w stopniu kapitana ze starszeństwem z 1 czerwca 1919 roku i 9,1 lokatą w korpusie oficerów administracyjnych, dział kancelaryjny. W lutym 1925 roku został odkomenderowany do PKU Kielce na cztery miesiące w celu odbycia praktyki poborowej. W lutym 1926 roku został przydzielony z PKU Siedlce do PKU Augustów w Sokółce na stanowisku kierownika II referatu. 12 kwietnia 1927 roku został mianowany majorem ze starszeństwem z 1 stycznia 1927 roku i 4. lokatą w korpusie oficerów administracyjnych, dział kancelaryjny. W maju 1927 roku został przeniesiony do PKU Mołodeczno w Wilejce na stanowisko kierownika I referatu. W listopadzie 1928 roku ogłoszono jego przeniesienie do PKU Biała Podlaska na stanowisko kierownika I referatu. W marcu 1930 roku został przeniesiony do PKU Łuniniec na stanowisko komendanta. Z dniem 20 lipca 1933 roku został przeniesiony do PKU Żywiec na stanowisko komendanta. W lipcu 1935 roku został zwolniony z zajmowanego stanowiska i oddany do dyspozycji dowódcy Okręgu Korpusu Nr V.

## Ordery i odznaczenia
- Krzyż Srebrny Orderu Wojskowego Virtuti Militari nr 6247 – 17 maja 1922[2][18][19]
- Krzyż Niepodległości – 6 czerwca 1931[20]
- Krzyż Walecznych trzykrotnie „za czyny męstwa i odwagi wykazane w bojach toczonych w latach 1918–1921”[21]
- Srebrny Medal Waleczności 2 klasy (Austro-Węgry, 1915)[22]